# Bükkösök és elegyes mezofil erdők

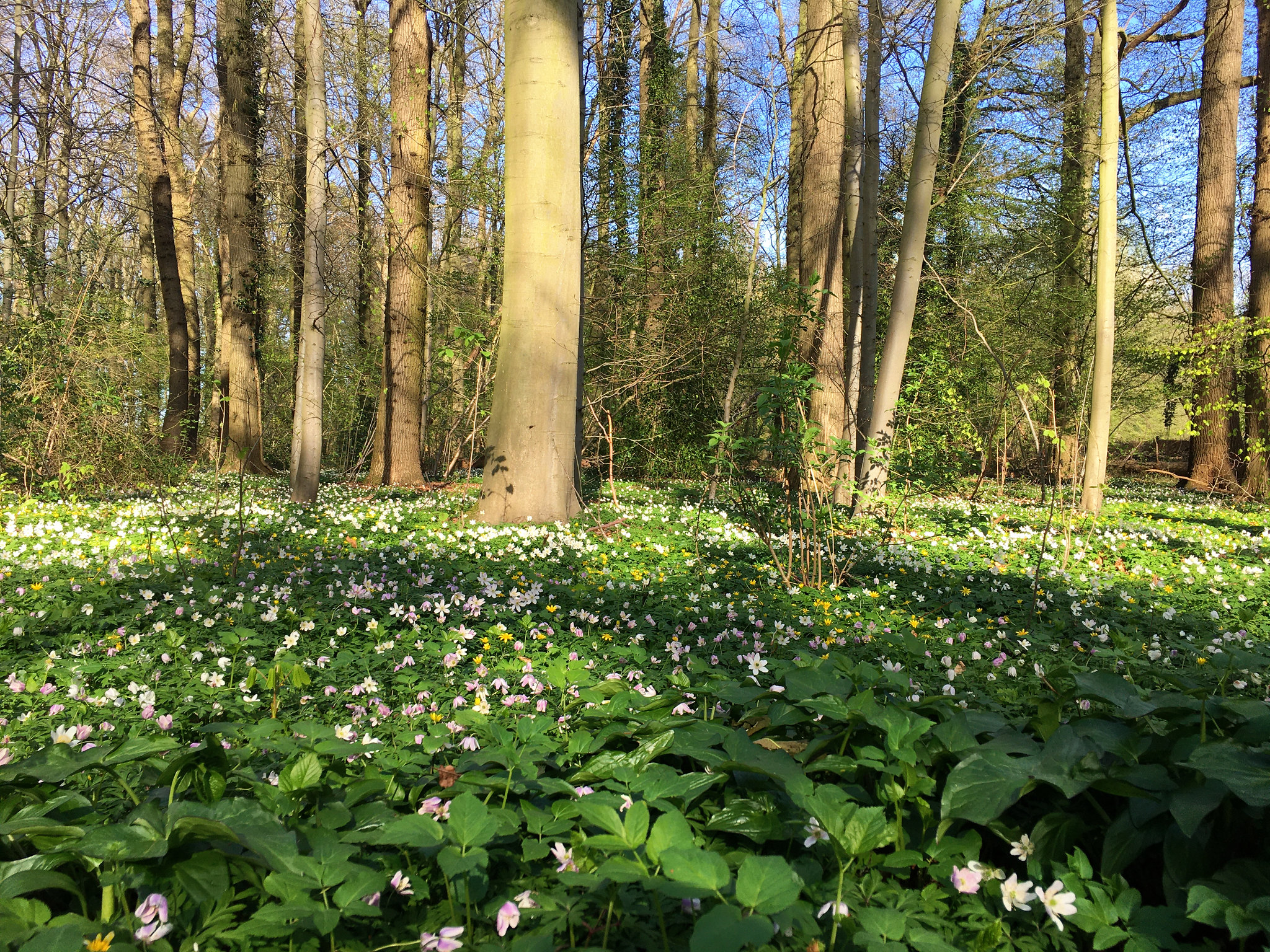
Egy Magyarországon elő nem forduló társulása Hollandiában

A bükkösök és elegyes mezofil erdők avagy mészkedvelő és semleges talajú üde lomberdők (Fagetalia sylvaticae Pawlowski in Pawlowski et al. 1928) a mezofil lombos erdők (Querco-Fagetea Br.-Bl. & Vlieger in Vlieger 1937 em. Borhidi 1996) növénytársulástani osztályának egyik rendje. 
A rendben zonális, azonális és intrazonális társulások is szerepelnek. Széles vegetációs övükbe beletartoznak a gyertyánelegyes, úgynevezett szubmontán bükkösök is; ezek Magyarországon a dombvidékekre és a hegyvidékek alacsonyabb régióira jellemzőek. Hozzájuk közvetlenül csatlakozik az alacsonyabb térszínek gyertyános–tölgyes  erdőöve (gyertyános – kocsánytalan tölgyesekkel). A síkságra leereszkedő gyertyános – kocsányos tölgyesek részben azonálisak, mert talajvízfüggők is lehetnek. A folyóparti keményfaligetek (Ulmenion)  részben az előző öveken belül, intrazonálisan jelennek meg (például a patakvölgyekben), részben a síksági folyók magas árterein. Ez utóbbiak fajkészlete Közép-Európában igen hasonló a síksági gyertyános-tölgyesekéhez, ezért régebben egy asszociációcsoportba (Fraxino-Carpinion) vonták őket össze. A Kárpát-medencében a keményfaligetek és a gyertyános-tölgyesek florisztikai kapcsolata nem ilyen erős, mivel a gyertyános-tölgyes öv és a síksági keményfaligetek között egy erdős sztyepp öv és egy viszonylag széles tölgyes öv is van. A ligeterdők a Nyugat- és a Dél-Dunántúlon érintkeznek közvetlenül a gyertyános-tölgyes övvel, és e tájakon florisztikai kapcsolatuk rendkívül szoros. Ide soroljuk továbbá a sziklai és szurdokerdők csoportját (Tilio-Acerion) — ezek többnyire egy-egy vegetációs övhöz ragaszkodó edafikus társulások, vagyis szintén intrazonálisak. Ugyancsak intrazonálisak a savanyú talajú bükkösök (Luzulo-Fagion).

## Rendszertani felosztásuk
A rendet három asszociációcsoportra tagolják, alcsoportokkal:
1. keményfaligetek (keményfás ligeterdők, Alnion incanae Pawlowski in Pawlowski & Wallisch 1928) két alcsoporttal:
- patakparti égerligetek (Alnenion glutinosae-incanae Oberd. 1953) 5 növénytársulással,
- folyóparti keményfaligetek (Ulmenion Oberd. 1953) 4 növénytársulással;

4. közép-európai bükkösök (Fagion sylvaticae Luquet 1926) két alcsoporttal:
- valódi bükkösök (Eu-Fagenion Oberd. 1957) 3 növénytársulással,
- sziklai bükkösök és reliktum cserjések (Cephalanthero-Fagenion R. Tx. in R. Tx. & Oberd. 1958) 4 növénytársulással;

5. dél-dunántúli mezofil erdők (Nyugat-balkáni bükkösök, Aremonio-Fagion (I. Horvat 1938) Borhidi in Török, Podani & Borhidi 1989) három alcsoporttal:
- illír gyertyános-tölgyesek (Erythronio-Carpinenion (Marinček in Wallnöfer et al.1993) Borhidi 1996) 4 növénytársulással,
- szubmontán illír bükkösök (Primulo vulgaris-Fagenion Borhidi 1963 em. 1996) 4 növénytársulással,
- illír sziklai és szurdokerdők (Polysticho setiferi–Acerenion pseudoplatani Borhidi Kevey 1996) 3 növénytársulással;